# Classe Trento
A Classe Trento foi uma classe de cruzadores pesados operados pela Marinha Real Italiana, composta pelo Trento e pelo Trieste. Suas construções começaram em 1925 na Cantiere navale fratelli Orlando e Stabilimento Tecnico Triestino. Foram lançados ao mar em 1926 e 1927 e comissionados em 1928 e 1929. Foram os primeiros cruzadores pesados da Itália e encomendados em resposta à Classe Duquesne, da Marinha Nacional Francesa. Foram projetados pelo tenente-general Filippo Bonfiglietti com o objetivo de enfatizar uma velocidade máxima elevada em detrimento de blindagem, com os navios ficando nominalmente dentro dos limites de deslocamento do Tratado Naval de Washington.
Os cruzadores da Classe Trento eram armados com uma bateria principal formada por oito canhões de 203 milímetros montados em quatro torres de artilharia duplas. Tinham um comprimento de fora a fora de quase 197 metros, boca de vinte metros, calado de quase sete metros e um deslocamento carregado que ficava em aproximadamente 13,5 mil toneladas. Seus sistemas de propulsão eram compostos por doze caldeiras a óleo combustível que alimentavam quatro turbinas a vapor, que por sua vez giravam quatro hélices até uma velocidade operacional de 31 nós (57 quilômetros por hora). Os navios também tinham um cinturão de blindagem com setenta milímetros de espessura.
Os navios passaram suas carreiras na Divisão de Cruzadores, frequentemente alternando como capitânia. O Trento viajou para a América do Sul e depois para a China durante a Guerra Civil Chinesa, enquanto o Trieste transportou voluntários italianos que tinham lutado na Guerra Civil Espanhola. Na Segunda Guerra Mundial, os cruzadores participaram das Batalhas da Calábria, Cabo Spartivento, Cabo Matapão e em várias operações de escolta de comboios em suporte da Campanha do Norte da África. O Trento foi afundado em junho de 1942 depois de ser torpedeado por um submarino britânico, já o Trieste foi afundado em abril de 1943 por ataques aéreos estadunidenses em La Maddalena.

## Desenvolvimento
A Marinha Real Italiana começou estudos no início da década de 1920 para cruzadores pesados que ficariam dentro das limitações do Tratado Naval de Washington, que restringia o deslocamento de navios desse tipo a dez mil toneladas e seu armamento principal a canhões de 203 milímetros. O projeto da Classe Trento foi preparado em 1923 pelo tenente-general Filippo Bonfiglietti. A Marinha Nacional Francesa começou no ano seguinte a construção dos cruzadores pesados da Classe Duquesne, fazendo com que a Marinha Real encomendasse duas embarcações em resposta. Os projetistas italianos enfatizaram uma alta velocidade, o que forçou uma grande redução da blindagem para que o deslocamento permanecesse dentro dos limites. Além disso, eles foram projetados com uma boca estreita para ajudá-los a alcançar as altas velocidades, porém isto teve o efeito colateral de reduzir sua estabilidade. Este seria o padrão geral dos cruzadores e contratorpedeiros italianos construídos nas décadas de 1920 e 1930, com exceção dos cruzadores pesados da Classe Zara e alguns dos últimos membros dos cruzadores rápidos da Classe Condottieri.
Oficiais da Marinha Real começaram a expressar preocupações sobre a pouca blindagem das embarcações enquanto ainda estavam em construção, o que as prejudicaria em combate. Consequentemente, a mais equilibrada Classe Zara foi encomendada, que possuía uma escala de proteção muito mais espessa. O projeto leve da Classe Trento mesmo assim serviu de base para os cruzadores pesados da Classe Veinticinco de Mayo, construída pela Odero Terni Orlando para a Armada Argentina; estes navios eram um pouco menores, tinham uma blindagem ainda mais fina e canhões principais de 190 milímetros. Outro projeto derivado foi o Bolzano, construído pela Marinha Real e comissionado em 1933. O projeto do Bolzano era bem diferente, porém ele é ocasionalmente considerado um membro da Classe Trento.

## Projeto

### Características

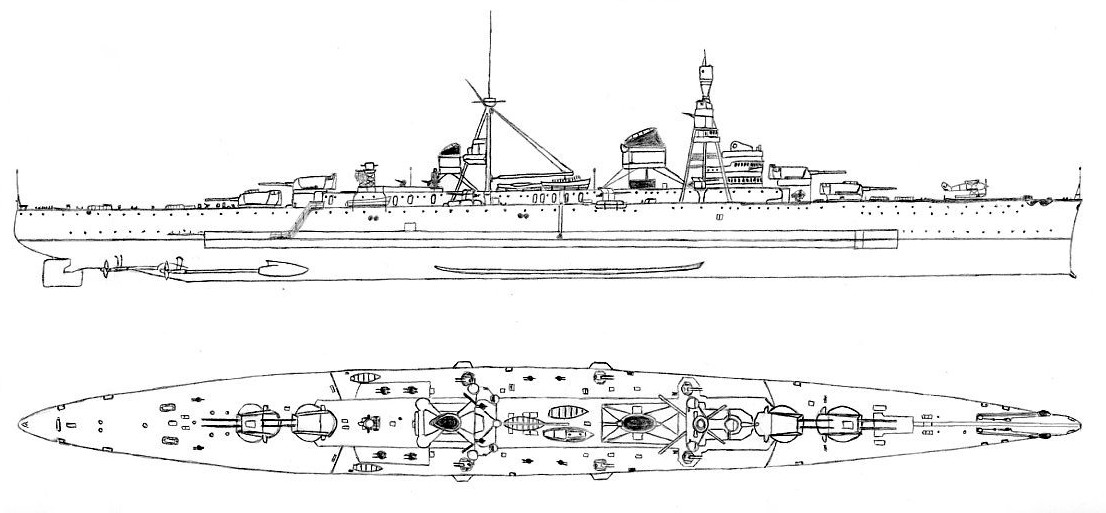
Desenho da Classe Trento

A Classe Trento tinha 190 metros de comprimento entre perpendiculares e 196,96 metros de comprimento de fora a fora. A boca era de 20,6 metros e o calado de 6,8 metros. O deslocamento projetado ficava entre 10 505 e 10 510 toneladas, enquanto o deslocamento carregado chegava a 13 548 toneladas; o deslocamento ficava apenas nominalmente dentro das restrições do Tratado Naval de Washington. O cascos tinha um convés contínuo e uma proa bulbosa, a primeira vez que esta características foi usada em um navio de guerra italiano. Os cruzadores foram finalizados com dois mastros em tripé, porém foi descoberto durante os testes marítimos que eles vibravam excessivamente, assim o mastro dianteiro foi fortalecido com dois suportes a mais. A tripulação tinha originalmente 723 oficiais e marinheiros, porém em guerra esse número cresceu para 781. Os navios carregavam dois hidroaviões IMAM Ro.43 para reconhecimento aéreo; o hangar ficava embaixo do castelo da proa e uma catapulta fixa foi instalada na linha central da proa.
Os cruzadores eram impulsionados por quatro turbinas a vapor Parsons alimentadas por doze caldeiras Yarrow a óleo combustível, cuja fumaça era expelida por duas chaminés a meia-nau. As caldeiras ficavam divididas em três salas com quatro caldeiras cada; oito caldeiras giravam os motores dianteiros que eram responsáveis pelas duas hélices externas, enquanto as quatro restantes giravam as turbinas que cuidavam das duas hélices internas. Os motores produziam 150 mil cavalos-vapor (110 mil quilowatts) de potência, possibilitando uma velocidade máxima de 36 nós (67 quilômetros por hora), com a performance em serviço projetada sendo de 120 mil cavalos-vapor (88,3 mil quilowatts) para 34 nós (63 quilômetros por hora) em deslocamento normal. Entretanto, o Trieste só chegou a 35,65 nós (66,02 quilômetros por hora) em seus testes marítimos, com o Trento ficando abaixo disso; esses velocidades elevadas só podiam ser alcançadas em um deslocamento muito leve, com sua velocidade prática em serviço sendo de apenas 31 nós (57 quilômetros por hora). As embarcações carregavam 2 214 toneladas de óleo combustível, o que permitia uma autonomia de 4 160 milhas náuticas (7,7 mil quilômetros) a dezesseis nós (trinta quilômetros por hora). Coberturas foram adicionadas às chaminés no início de 1940 para reduzir a interferência da fumaça nos mastros.

### Armamento

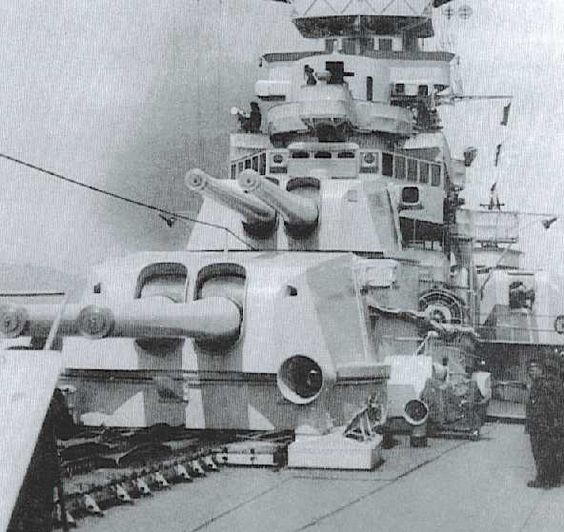
Os canhões de vante do Trieste

A Classe Trento era armada com uma bateria principal de oito canhões Ansaldo Modello 1924 calibre 50 de 203 milímetros montados em quatro torres de artilharia duplas. Estas eram arranjadas em duas na proa e duas na popa, em ambos com uma sobreposta a outra. A elevação máxima era de 45 graus, o que permitia um alcance máximo de disparo de 27 quilômetros. A cadência de tiro era de três disparos por minuto, com as armas precisando retornar para uma elevação de quinze graus para serem recarregadas. As torres eram operadas eletricamente, incluindo os equipamentos de rotação, elevação e guindaste de munição. Os canhões sofriam de problemas de dispersão excessiva dos projéteis, assim como muitas armas italianas da época. Eles inicialmente disparavam projéteis de 125 quilogramas a uma velocidade de saída de 905 metros por segundo, porém foram reduzidos para 118 quilogramas e 840 metros por segundo em uma tentativa fracassada de resolver a questão. O problema vinha principalmente do péssimo controle de qualidade das fábricas de munição, que não eram capazes de garantir tolerâncias de fabricação rígidas para os projéteis. Além disso, as montagens das torres exigiam que os canhões ficassem muito próximos um do outro, fazendo com que um projétil interferisse com o outro durante o voo, contribuindo para o problema de dispersão. O controle de disparo era realizado por dois telêmetros de coincidência Barr and Stroud de cinco metros.
A defesa antiaérea tinha dezesseis canhões O.T.O. Modello 1924 calibre 47 de 100 milímetros em montagens duplas, quatro canhões Vickers-Terni calibre 39 de 40 milímetros em montagens únicas e quatro metralhadoras de 12,7 milímetros. As armas de 100 milímetros eram cópias de antigos canhões austro-húngaros projetados em 1910 pela Škoda Werken que foram colocados em montagens de duplo-propósito recém-projetadas. Elas podiam se elevar até 85 graus para um alcance de 15,2 quilômetros. Também havia oito tubos de torpedo de 533 milímetros em quatro lançadores duplos. A bateria secundária foi revisada várias vezes. Os canhões de 100 milímetros foram substituídos pela versão Modello 1931. Os dois canhões mais traseiros de 100 milímetros e todas as metralhadoras foram removidos entre 1937 e 1938, sendo substituídos por oito canhões Breda Modello 1932 calibre 54 de 37 milímetros e oito metralhadoras Breda Modello 1931 de 13,2 milímetros, todos em montagens duplas. O Trento foi equipado em 1942 com quatro canhões Breda Modello 1940 calibre 65 de 20 milímetros em 1942, com o Trieste recebendo oito no ano seguinte.

### Blindagem
Os cruzadores eram protegidos por uma cidadela blindada que cobria as partes vitais, incluindo salas de máquinas e depósitos de munição. A proteção vertical consistia em um cinturão blindado de setenta milímetros de espessura, que começava oito metros na frente das torres de artilharia dianteiras e terminava cinco metros depois das torres traseiras. Cada extremidade do cinturão era fechada por anteparas blindadas de sessenta milímetros na parte superior; a antepara dianteira tinha uma seção inferior de cinquenta milímetros de espessura, enquanto a parte inferior da antepara traseira era de quarenta milímetros. O convés blindado tinha cinquenta milímetros de espessura na parte central e reduzia-se para vinte milímetros na popa, possuindo laterais inclinadas de trinta milímetros. As torres de artilharia tinha placas de setenta milímetros de espessura na frente e ficavam em cima de barbetas de setenta milímetros de espessura acima do convés blindado e sessenta milímetros abaixo. A torre de comando principal tinha laterais de cem milímetros e teto de cinquenta. Acima da torre ficava o diretório de controle de disparo, que tinha laterais de oitenta milímetros e tento de sessenta milímetros de espessura.

## Navios
| Navio   | Construtor                       | Homônimo | Batimento              | Lançamento            | Comissionamento        | Destino                         | Ref   |
| ------- | -------------------------------- | -------- | ---------------------- | --------------------- | ---------------------- | ------------------------------- | ----- |
| Trento  | Cantiere navale fratelli Orlando | Trento   | 8 de fevereiro de 1925 | 4 de outubro de 1927  | 3 de abril de 1929     | Afundado em 15 de junho de 1942 | [ 3 ] |
| Trieste | Stabilimento Tecnico Triestino   | Trieste  | 22 de junho de 1925    | 20 de outubro de 1926 | 21 de dezembro de 1928 | Desmontado                      | [ 3 ] |

## História

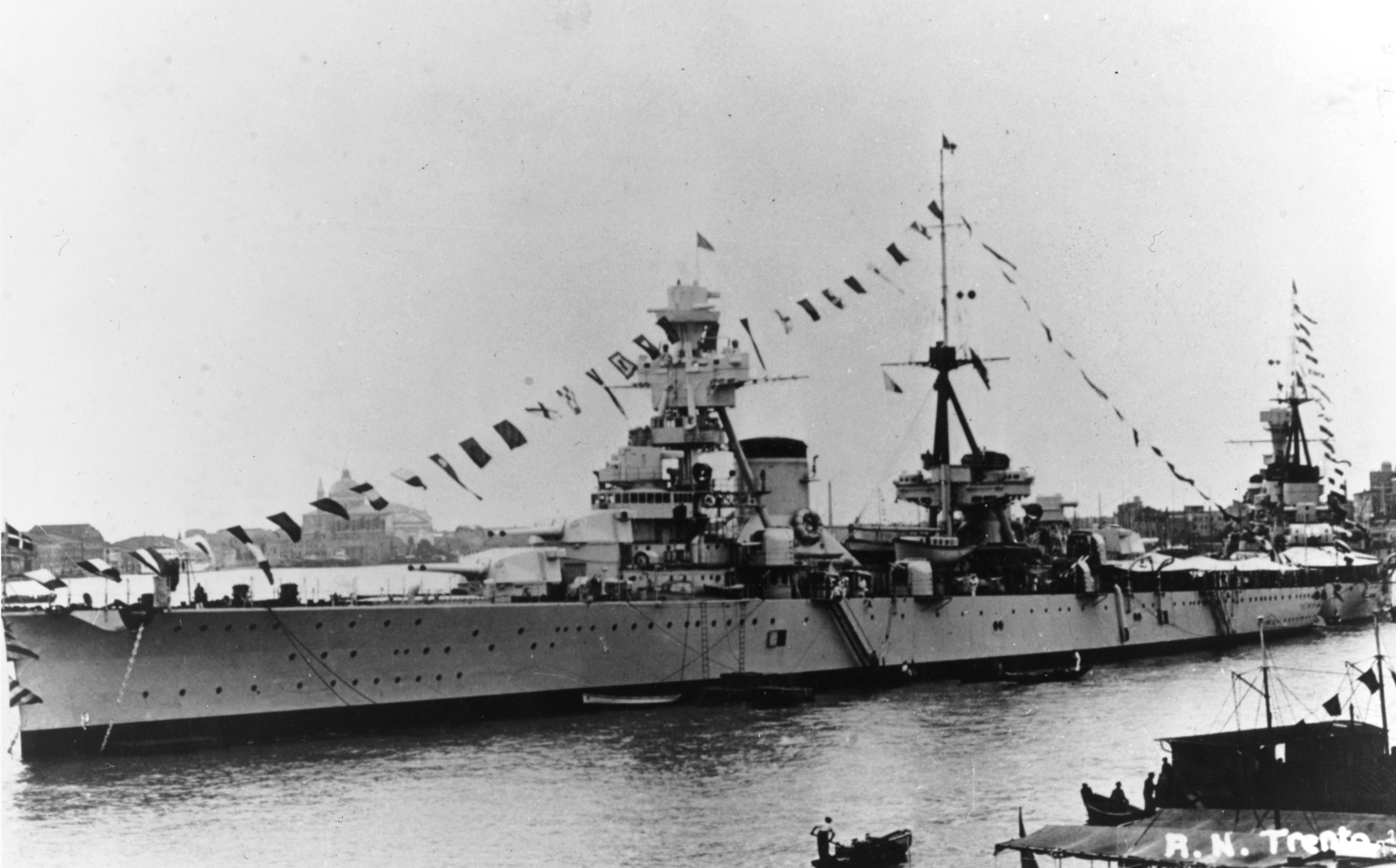
O Trento c. 1930–39

O Trento e o Trieste foram nomeados em homenagem às duas maiores cidades que a Itália tomou da Áustria-Hungria ao final da Primeira Guerra Mundial. Eles frequentemente atuavam como capitânia da Divisão de Cruzadores no decorrer da década de 1930. O Trento, no período entreguerras, fez várias viagens para o exterior, incluindo uma pela América do Sul entre julho e outubro de 1929, além de servir durante um tempo na China de janeiro a junho de 1932 com o objetivo de proteger cidadãos italianos durante o início da Guerra Civil Chinesa. Os dois navios também participaram de várias revistas navais em homenagem a líderes estrangeiros em visita, incluindo Adolf Hitler da Alemanha e Miklós Horthy da Hungria. Em 1938, o Trieste ajudou a transportar de volta para Itália soldados do Corpo de Tropas Voluntárias, que tinham sido enviados para a Espanha para lutarem na Guerra Civil Espanhola.
A Itália entrou na Segunda Guerra Mundial em junho de 1940 e os membros da Classe Trento tiveram grande atuação contra forças da Marinha Real Britânica no Mar Mediterrâneo, incluindo nas batalhas de Calábria em junho de 1940, Cabo Spartivento em novembro do mesmo ano e Cabo Matapão em março de 1941. O Trento esteve na Batalha de Calábria, em que enfrentou cruzadores britânicos, porém não sofreu danos. Na Batalha do Cabo Spartivento, o Trento ou o Trieste acertou o cruzador pesado HMS Berwick, enquanto o Trieste enfrentou brevemente o cruzador de batalha HMS Renown. Os dois cruzadores enfrentaram vários cruzadores britânicos a longas distâncias durante a Batalha do Cabo Matapão, porém nenhum lado acertou o outro.
O Trieste foi torpedeado em novembro de 1941 pelo submarino HMS Utmost, passando a maior parte do ano seguinte sob reparos. Enquanto isso, o Trento participou da Primeira e da Segunda Batalha de Sirte, em dezembro de 1941 e março de 1942, conseguindo danificar seriamente um contratorpedeiro britânico nesta última. Os dois cruzadores também foram frequentemente encarregados de escoltar comboios de suprimentos para as forças italianas no Norte da África, além de interceptar comboios britânicos para a ilha de Malta. Durante uma destas missões, para atacar o comboio britânico Arpão em junho de 1942, o Trento foi torpedeado primeiro por um torpedeiro Bristol Beaufighter e depois pelo submarino HMS Umbra, afundando em seguida no dia 15. 549 marinheiros morreram no naufrágio e outros 21 posteriormente de seus ferimentos.
O Trieste voltou para o serviço ativo em agosto de 1942 para uma operação que acabou cancelada depois de outro cruzador italiano ter sido torpedeado por um submarino britânico. O navio foi para La Maddalena, na Sardenha, onde foi afundado em 10 de abril de 1943 por bombardeiros dos Estados Unidos. Trabalhos de salvamento começaram apenas em 1950. Sua superestrutura foi cortada e seu casco foi reflutuado e levado para La Spezia; uma inspeção revelou que óleo combustível tinha vazado para as salas de máquinas, protegendo-as enquanto estavam submersas. A Armada Espanhola comprou o casco em 1952 e o levou para Ferrol, com planos sendo traçados para convertê-lo em um porta-aviões rápido. O projeto não levou a nada pelos custos do projeto e essa conversão foi cancelada em 1956. O casco foi desmontado em 1959.

### Citações
1. ↑   Brescia 2012, pp. 72–73
2. ↑   Marriott 2005, p. 50
3. 1 2 3 4 5 6 7   Roberts 1980, p. 291
4. ↑   Roberts 1980, p. 283
5. ↑   Brescia 2012, p. 76
6. ↑   Friedman 2008, p. 263
7. ↑   Marriott 2005, p. 156
8. ↑   Brescia 2012, p. 73
9. 1 2   Brescia 2012, p. 72
10. ↑   Brescia 2012, pp. 72, 74
11. 1 2   Roberts 1980, pp. 291–292
12. ↑   Campbell 1985, p. 328
13. ↑   Friedman 2008, p. 310
14. ↑   Brescia 2012, pp. 73–74
15. ↑   Friedman 2008, pp. 263–264
16. ↑   Campbell 1985, p. 339
17. ↑   Campbell 1985, pp. 345–347
18. ↑   Brescia 2012, p. 74
19. ↑   Hogg & Wiper 2004, pp. 2, 10
20. ↑   Hogg & Wiper 2004, pp. 2–3, 11
21. ↑   Greene & Massignani 1998, p. 119
22. ↑   O'Hara 2009, pp. 70–71
23. ↑   Stern 2015, p. 62
24. ↑   Greene & Massignani 1998, pp. 150–151
25. ↑   Hogg & Wiper 2004, pp. 3, 10–11
26. ↑   Fioravanzo 1970, p. 312
27. ↑   Hogg & Wiper 2004, p. 11